# Elizabeth Montagu
Elizabeth Montagu, född 2 oktober 1718, död 25 augusti 1800, var en politiskt aktiv brittisk konstmecenat och salongsvärdinna, författarinna och adelsdam. Hon är känd som grundaren av Blåstrumporna.
Hon var en av tre döttrar till Matthew Robinson och Elizabeth Drake Robinson och dotterdotter till Conyers Middleton; hennes syster Sarah Scott skulle komma att bli författarinna. Föräldrarna var oftast frånvarande, men hon stod nära sin syster och fick en osedvanligt hög utbildning. Som vuxen lärde hon känna lady Margaret Harley, som hon brevväxlade med. I Harleys salong i London lärde hon känna många viktiga profiler i det brittiska kulturlivet under 1730-talet, så som till exempel poeten Edward Young och filosofen Gilbert West.
Montague förklarade år 1738 till Harley att hon inte hade en längtan efter män eller äktenskap. Hon betraktade äktenskapet som en konvention och tvivlade på att det var möjligt att älska en man. Hon gifte sig dock 1742 med adelsmannen, kolgruvemagnaten och godsägaren Edward Montagu. Äktenskapet var ett resonemangsparti utan passion, men hon älskade djupt sin son John (1743-1744) och hans död var en svår sorg, som gjorde henne religiös. Hon upprätthöll ett kamratligt förhållande till maken men fick inga fler barn. Montagu beskrivs som en skicklig affärskvinna. 
Elizabeth Montagu organiserade "litterära frukostar" med bland andra Gilbert West och George Lyttelton, vilka omkring år 1760 hade växt till stora och välbesökta salonger med kvällsunderhållning. Kortspel och sprit var förbjudna på dessa tillställningar, som blev kända som "blåstrumpornas" sammankomster. År 1770 hade hennes salong blivit den kanske främsta i London. Bland hennes gäster fanns Samuel Johnson, sir Joshua Reynolds, Edmund Burke, David Garrick och Horace Walpole. 
Att presenteras i hennes salong innebar ofta finansiellt stöd, och bland de som mottog ett sådant bidrag fanns Elizabeth Carter, Hannah More, Frances Burney, Anna Barbauld, Sarah Fielding, Hester Chapone, James Beattie och Anna Williams. Även salongskollegan Hester Thrale besökte ibland hennes salong. Montagu var inte Blåstrumpornas ledande medlem, men intog stor prestige i egenskap av sällskapets grundare och stöd. Då den döende Laurence Sterne reste till Frankrike tog hon hand om hans papper, och hon var även en understödjare av Bishop Percy's Reliques of Ancient English Poetry. Hon höll inte bara salong i London utan även under sina vistelser i Bath.
Hon publicerade sig som författare anonymt; först 1777 satte hon ut sitt eget namn i sin publikation. En brytning inträdde med 1777 Samuel Johnson sedan hon kritiserat hans verk "Preface to Shakespeare" i sitt eget författarskap. Hon skötte maken under hans sjukdom de sista åren före hans död 1775, men vägrade att ge upp sitt oberoende. Året därpå adopterade hon sin föräldralöse brorson Matthew Robinson som blev henne arvinge.

## Verk
- Dialogues of the Dead (1760)
- An Essay on the Writings and Genius of Shakespear (1769)